# Vil·liaumita
La vil·liaumita és un mineral de la classe dels halurs. Rep el seu nom de l'explorador francès Maxime Villiaume, per la seva tasca obtenint i col·leccionant exemplars de Guinea i Madagascar. Aquesta espècie va ser trobada per primera vegada a la seva col·lecció.

## Característiques
La vil·liaumita és un fluorur de sodi, és a dir, està formada per fluor i sodi. Es pot tornar incolora si s'escalfa per sobre dels 300 °C. Cristal·litza en el sistema cúbic, trobant-se normalment de manera granular o massiva, i rarament forma cristalls cúbics. La seva duresa a l'escala de Mohs oscil·la entre 2 i 2,5. Pot ser tallada i emprada en joieria com gemma de gran bellesa. És verinosa, i pot resultar fatal si s'ingereix o s'inhala, causant irritació en mucoses, ulls i aparell respiratori.
Segons la classificació de Nickel-Strunz, la vil·liaumita pertany a «03.AA - Halurs simples, sense H₂O, amb proporció M:X = 1:1, 2:3, 3:5, etc.» juntament amb els següents minerals: marshita, miersita, nantokita, iodargirita, tocornalita, bromargirita, clorargirita, carobbiïta, griceïta, halita, silvina, salmiac, lafossaïta, calomelans, kuzminita, moschelita, neighborita, clorocalcita, kolarita, radhakrishnaïta, callacolloïta i hephaistosita.

## Formació i jaciments
Es forma en petites cavitats en roques alcalines de sienita amb nefelina o en pegmatites de sienita, en fàcies de jaciments lacustres. Sol trobar-se associada a altres minerals com: egirina, sodalita, nefelina, neptunita, lamprofilita, pectolita, serandita, eudialita, ussinguita, chkalovita o diferents zeolites.